# Ögonblomssläktet
Ögonblomssläktet (Coreopsis) är ett släkte i familjen korgblommiga växter, med 35 arter i främst Nordamerika, men också med några få arter i både nya och gamla världens tropiker.

## Bildgalleri

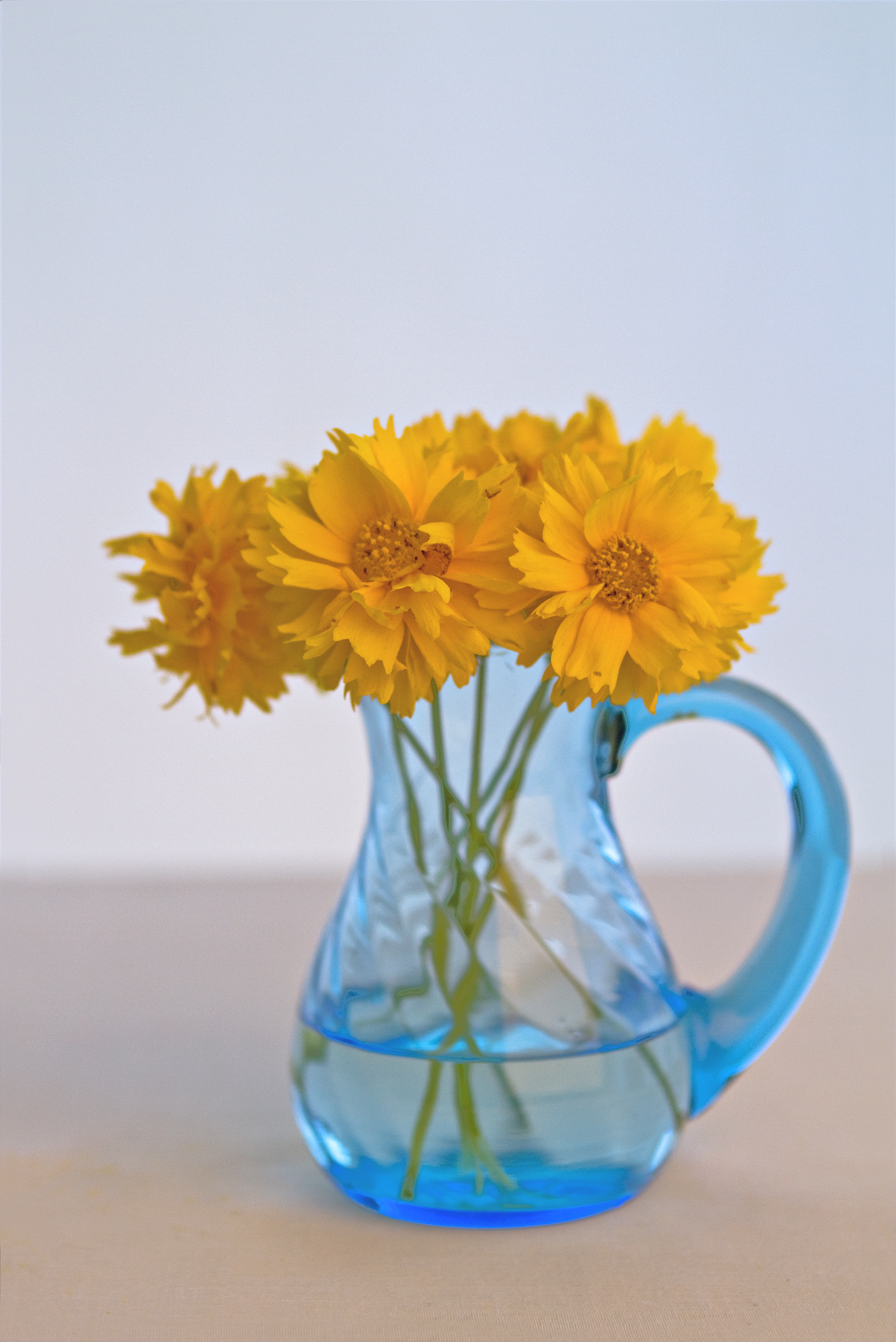
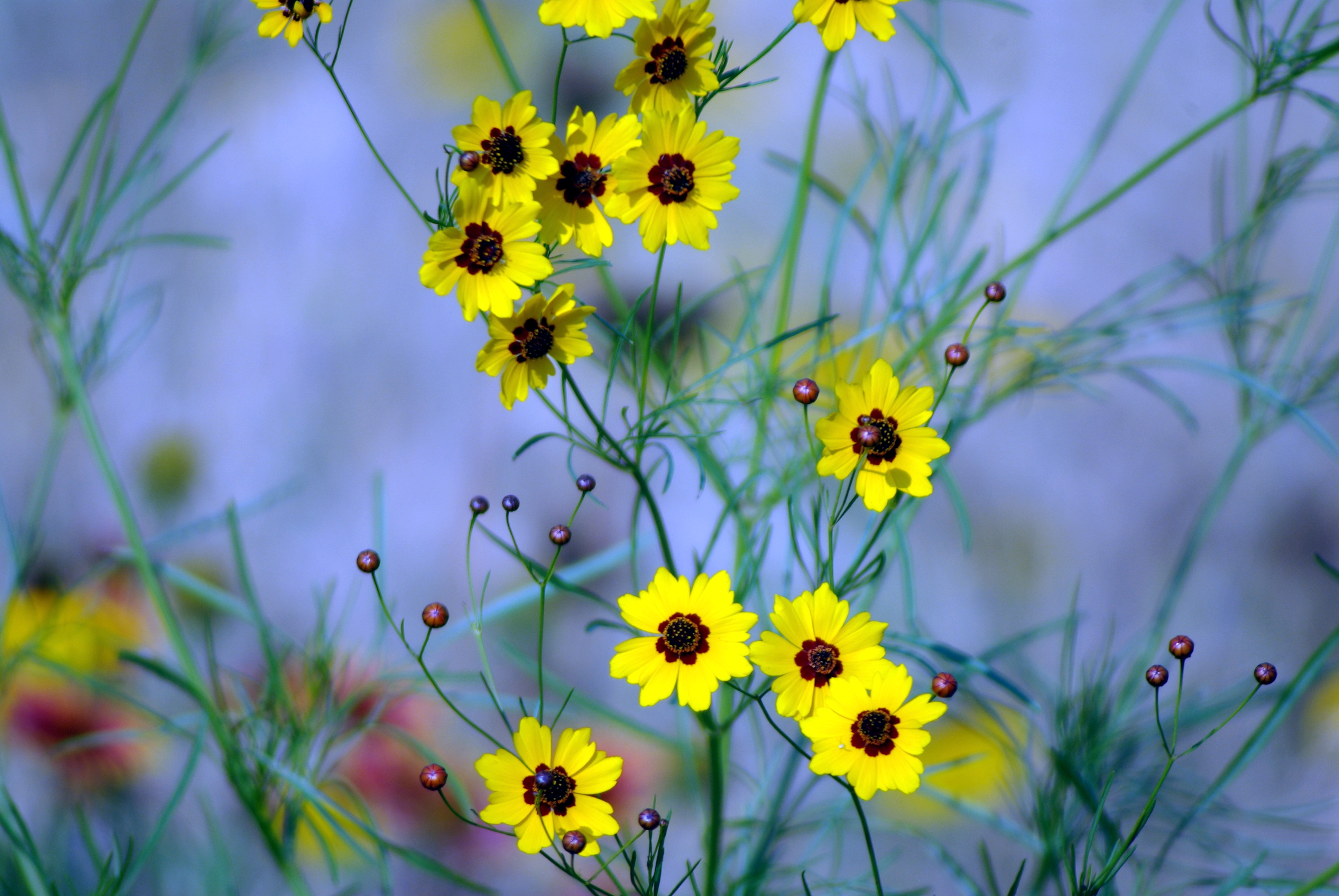
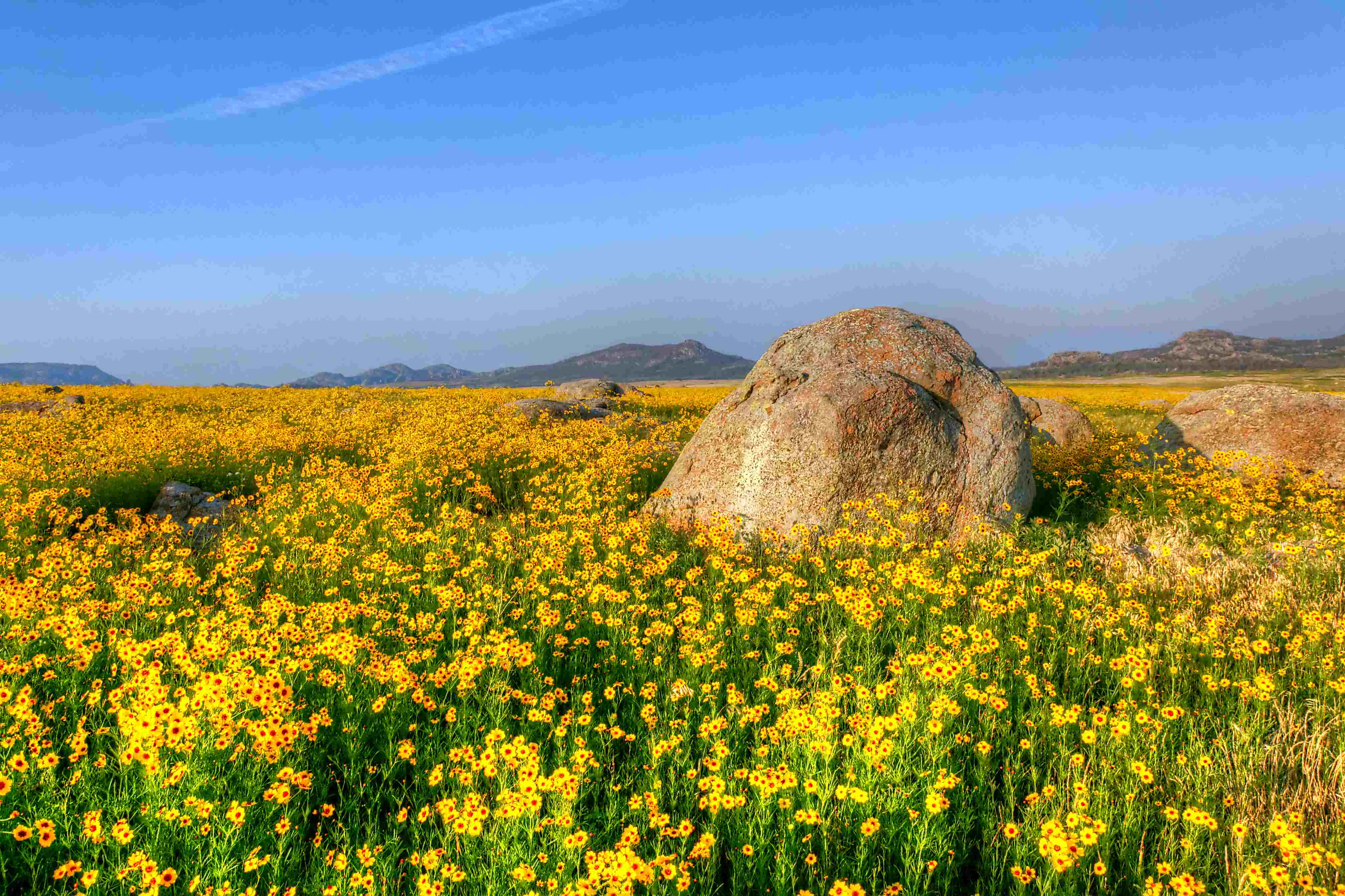
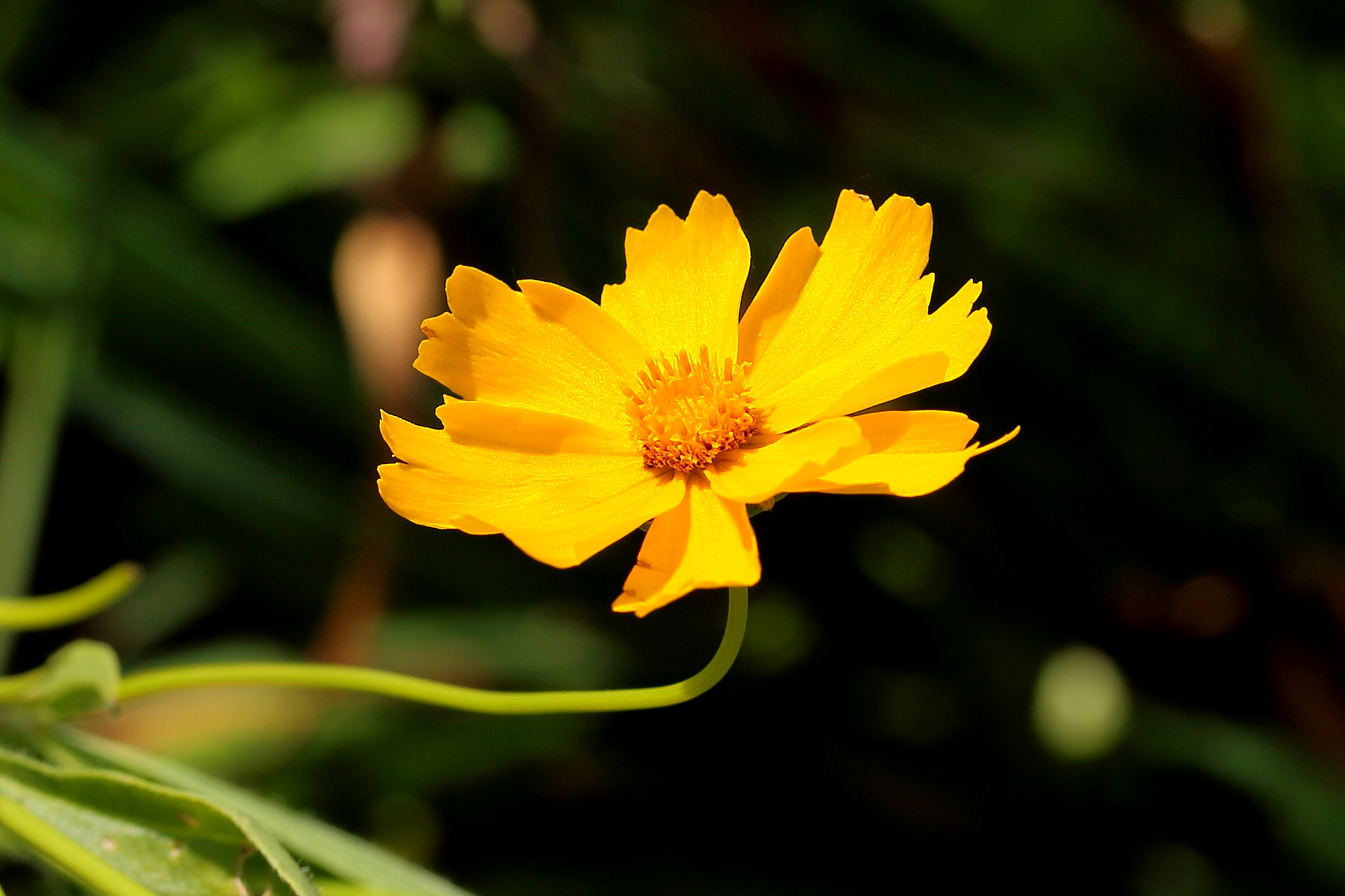
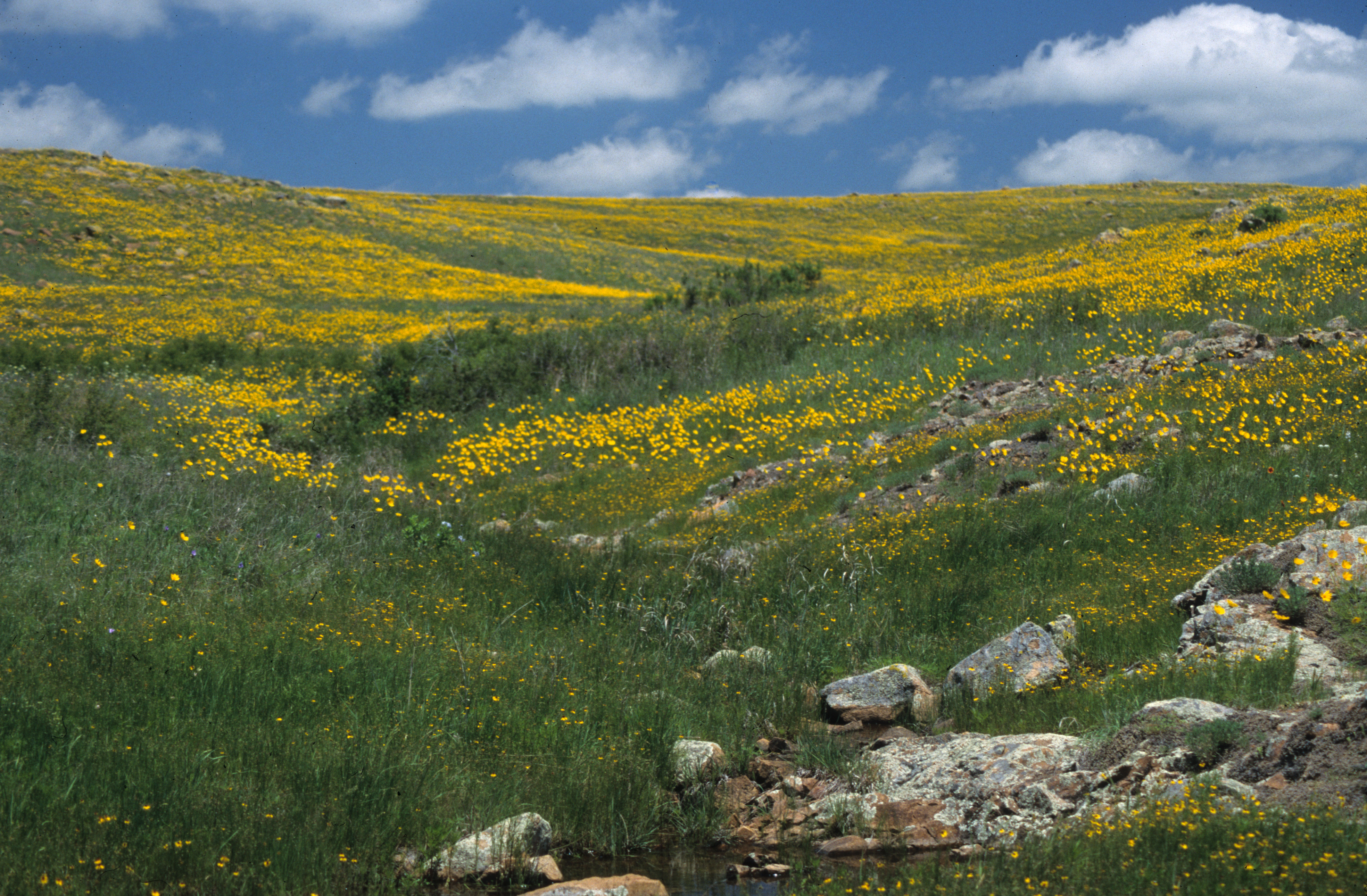
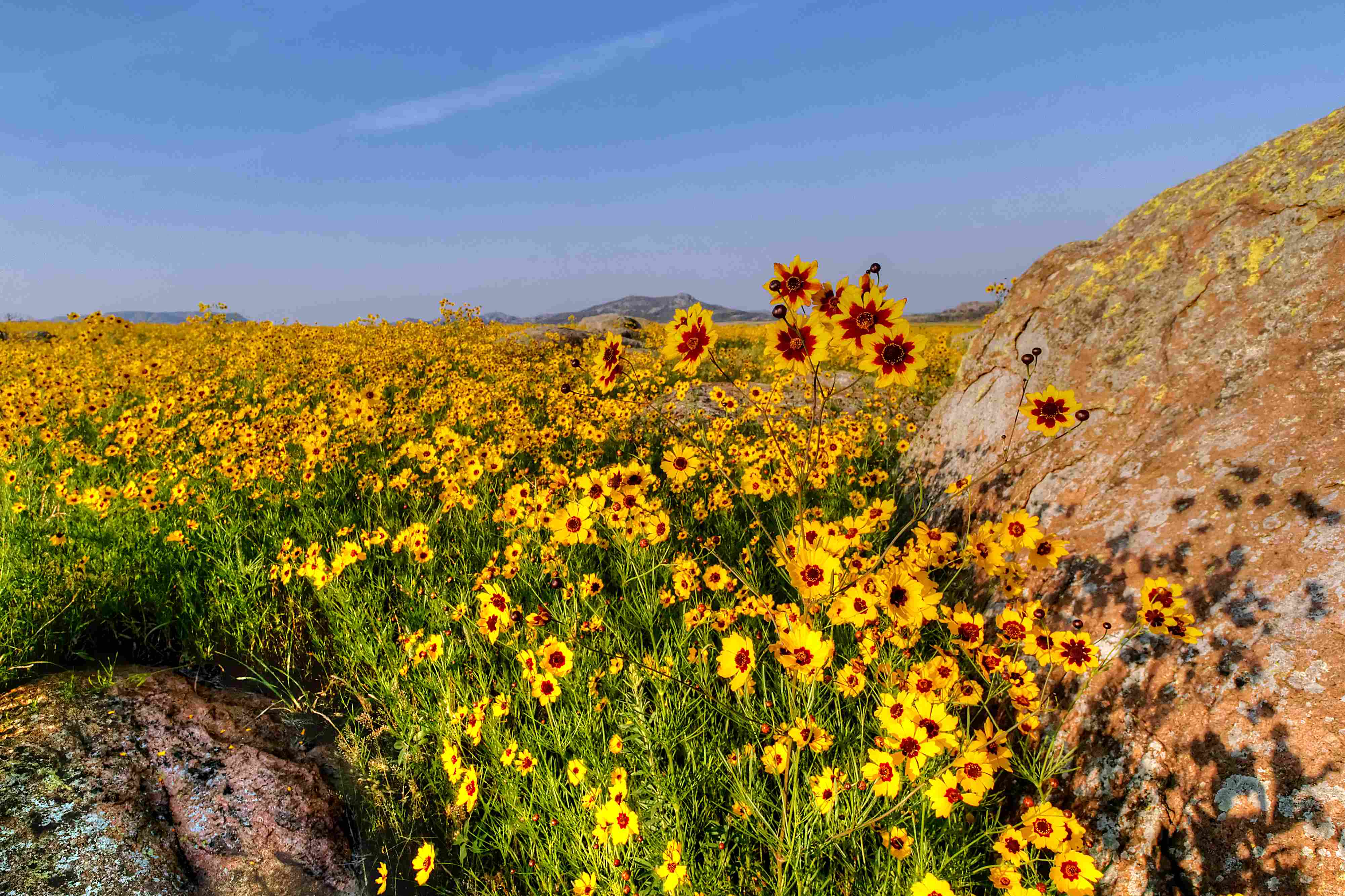

## Dottertaxa till Ögonblomssläktet, i alfabetisk ordning[1]
- Coreopsis atkinsiana
- Coreopsis aurea
- Coreopsis auriculata
- Coreopsis basalis
- Coreopsis bigelovii
- Coreopsis bolanosana
- Coreopsis breviligulata
- Coreopsis cajamarcana
- Coreopsis californica
- Coreopsis calliopsidea
- Coreopsis canescentifolia
- Coreopsis capillacea
- Coreopsis celendinensis
- Coreopsis connata
- Coreopsis crawfordii
- Coreopsis cuneifolia
- Coreopsis cyclocarpa
- Coreopsis davilae
- Coreopsis delphiniifolia
- Coreopsis dentifolia
- Coreopsis dilloniana
- Coreopsis douglasii
- Coreopsis fasciculata
- Coreopsis ferreyrae
- Coreopsis foliosa
- Coreopsis gigantea
- Coreopsis gladiata
- Coreopsis glaucodes
- Coreopsis gracilis
- Coreopsis grandiflora
- Coreopsis guanajuatensis
- Coreopsis hamiltonii
- Coreopsis helleborifolia
- Coreopsis holodasya
- Coreopsis imbricata
- Coreopsis insularis
- Coreopsis integra
- Coreopsis irmscheriana
- Coreopsis killipii
- Coreopsis lanceolata
- Coreopsis latifolia
- Coreopsis leavenworthii
- Coreopsis lopez-mirandae
- Coreopsis macbridei
- Coreopsis major
- Coreopsis maritima
- Coreopsis mauiensis
- Coreopsis maysillesii
- Coreopsis mcvaughii
- Coreopsis microlepis
- Coreopsis mollicula
- Coreopsis mutica
- Coreopsis nodosa
- Coreopsis notha
- Coreopsis nudata
- Coreopsis nuecensis
- Coreopsis oaxacensis
- Coreopsis oblanceolata
- Coreopsis obovatifolia
- Coreopsis palmata
- Coreopsis paludosa
- Coreopsis parviceps
- Coreopsis parvifolia
- Coreopsis peruviana
- Coreopsis pervelutina
- Coreopsis petrophila
- Coreopsis petrophiloides
- Coreopsis peucedanifolius
- Coreopsis pickeringii
- Coreopsis piurana
- Coreopsis poloe
- Coreopsis polyactis
- Coreopsis pringlei
- Coreopsis pubescens
- Coreopsis queretarensis
- Coreopsis rhyacophila
- Coreopsis rosea
- Coreopsis rudis
- Coreopsis senaria
- Coreopsis seniflora
- Coreopsis serifolia
- Coreopsis sherffii
- Coreopsis spectabilis
- Coreopsis stillmanii
- Coreopsis suaveolens
- Coreopsis teotepecensis
- Coreopsis tinctoria
- Coreopsis tirpteris
- Coreopsis townsendii
- Coreopsis tripteris
- Coreopsis ulugurica
- Coreopsis venusta
- Coreopsis verticillata
- Coreopsis woytkowskii
- Coreopsis wrightii